# Mark Pembridge
Mark Anthony Pembridge (Merthyr Tydfil, 29 de novembro de 1970) é um ex-futebolista e treinador de futebol galês que atuava como meio-campista. Atualmente, está sem clube.

## Carreira
Estreou profissionalmente em 1989, no Luton Town, onde jogou 70 partidas e fez 6 gols até 1992, quando foi contratado pelo Derby County. Pelos Rams, atuou em 140 partidas em 3 temporadas, com 37 gols marcados. Entre 1995 e 1998, teve outra passagem destacada, desta vez no Sheffield Wednesday (108 jogos e 13 gols).
A única experiência de Pembridge fora da Inglaterra foi na temporada 1998–99, quando vestiu a camisa do Benfica; sua passagem pelos Encarnados durou apenas 19 partidas e um gol, voltando a disputar a Premier League com o Everton, onde atuou em 101 jogos e deixou 4 bolas nas redes adversárias.
O meio-campista encerrou sua carreira no Fulham, que defendeu por 4 temporadas (54 jogos e 2 gols, um deles contra o Chelsea, em 2004), e desde então passou a comissão técnica dos Cottagers, principalmente como técnico nas categorias de base  - em 2014–15, foi auxiliar-técnico do time principal. 
Após uma experiência como comentarista na BBC Radio Merseyside em maio de 2021, Pembridge deixou o Fulham em outubro do mesmo ano.

## Seleção
Entre 1991 e 2004, Pembridge atuou 54 vezes pela Seleção Galesa, fazendo 6 gols. Esteve perto de disputar a Eurocopa de 1992, quando a equipe ficou apenas um ponto atrás da Alemanha, e também quase foi para a Copa de 1994; seu país dependia apenas de uma vitória sobre a Romênia, porém os Red Dragons perderam por 2 a 1.
A última tentativa de disputar um torneio de seleções foi nas eliminatórias para a Eurocopa de 2004, quando Gales ficou em segundo lugar, atrás da Itália, garantindo uma vaga na repescagem. No primeiro jogo contra a Rússia, um empate sem gols manteve a seleção viva na disputa; entretanto, os russos venceram a partida de volta em Cardiff, por 1 a 0, gol do lateral-direito Vadim Yevseyev.